# Little Horwood
Little Horwood – wieś w Anglii, w hrabstwie Buckinghamshire, w dystrykcie (unitary authority) Buckinghamshire. Leży 72 km na północny zachód od centrum Londynu. W 2001 miejscowość liczyła 366 mieszkańców.